# 小見川郵便局
小見川郵便局（おみがわゆうびんきょく）は千葉県香取市にある郵便局。民営化前の分類では集配普通郵便局であった。

## 概要
住所：〒289-0399 千葉県香取市本郷11-2
民営化直前の集配業務再編において、多くの集配普通郵便局は統括センターとなったが、当局は配達センターとされたため、民営化後も郵便事業株式会社の支店は併設されず、集配センターが併設された。

## 沿革
- 1872年8月4日（明治5年7月1日） - 小見川郵便取扱所として開設[1]。
- 1875年（明治8年）1月1日 - 小見川郵便局（五等）となる。
- 1881年（明治14年） - 為替・貯金取扱を開始。
- 1897年（明治30年）2月11日 - 小見川郵便電信局となる。
- 1903年（明治36年）4月1日 - 通信官署官制の施行に伴い小見川郵便局となる。
- 1957年（昭和32年）11月16日 - 特定郵便局から普通郵便局に局種別改定[2]。
- 1963年（昭和38年）9月20日 - 豊浦郵便局から電話交換業務の一部[3]を移管。
- 1966年（昭和41年）8月23日 - 電話交換および和文電報配達業務を小見川電報電話局に移管。
- 1977年（昭和52年）11月28日 - 香取郡小見川町小見川から、同町本郷に局舎を新築、移転。
- 2000年（平成12年）8月14日 - 外国通貨の両替および旅行小切手の売買に関する業務取扱を開始。
- 2007年（平成19年）10月1日 - 民営化に伴い、併設された郵便事業佐原支店小見川集配センターに一部業務を移管。
- 2012年（平成24年）10月1日 - 日本郵便株式会社発足に伴い、郵便事業佐原支店小見川集配センターを小見川郵便局に統合。

## 取扱内容
- 郵便、印紙、ゆうパック、内容証明
- 貯金、為替、振替、振込、国際送金、国債、投資信託
- 生命保険、バイク自賠責保険、自動車保険
- ゆうちょ銀行ATM
- 香取市内の一部地域の集配業務

## 風景印
- 図案は『小見川大橋』・『祇園祭の山車』・『花火』
- 使用開始日は1984年（昭和59年）5月1日

## 周辺
- 城山公園
- 千葉県立小見川高等学校
- 小見川大橋
- 国道356号
- 黒部川

## アクセス
- JR成田線 小見川駅から北東へ約1km（徒歩約12分）
- 千葉交通バス 新町停留所もしくは小路停留所下車
- 東関東自動車道 佐原香取ICから南東へ約8km
- 駐車場あり：40台